# ジミ・ヘンドリックスの作品
ジミ・ヘンドリックスの作品（ジミ・ヘンドリックスのさくひん）は、ジミ・ヘンドリックスのアルバム、シングルの一覧。
1970年にジミが死去すると、音源の権利はマネージャーのマイク・ジェフリーに移り、未発表音源を集めたアルバムが何枚かリリースされた。1973年にマイクが他界すると、アラン・ダグラスがリプリーズ・レコードから音源の管理を委託される。1990年代、ジミの音源の権利は遺族に戻り、ジミの父と義理の妹を中心に、エディ・クレイマー（生前のジミのアルバム制作に協力したレコーディング・エンジニア）とジョン・マクダーモット（音楽評論家）が協力する形で、財団「エクスペリエンス・ヘンドリックス」が創設された。2011年現在、ソニー・ミュージックレコーズから日本盤CDが発売されている作品は、「エクスペリエンス・ヘンドリックス」が権利を有している作品である。
「エクスペリエンス・ヘンドリックス」創設後、ジミの遺族は、カルロス・サンタナの「世の中には多くの海賊盤があるが、ファンはただジミの音楽を聴きたいだけなんだ」という言葉を元に、「ダガー・レコード」を設立。エクスペリエンス・ヘンドリックス公認の「オフィシャル・ブートレグ」を発売している。
2011年現在も、エクスペリエンス・ヘンドリックスはすべての音源を保有しているわけではなく、他のレーベルからライブ・アルバムや未発表音源が発売されることもある。エクスペリエンス・ヘンドリックスは、イギリスのレーベル『Purple Haze』に対して非公認のライブ・アルバム（1969年のストックホルム公演）の販売差し止めを請求し、2005年2月に勝訴。同年には、『Purple Haze』による非公認アルバムの販売そのものを止めさせるべく再び訴訟を提起した。

## アルバム

### 生前に発表されたアルバム

#### スタジオ・アルバム
- アー・ユー・エクスペリエンスト? - Are You Experienced

発売日 - 1967年5月12日（イギリス盤 / トラック・レコード）/ 1967年8月23日（アメリカ盤 / リプリーズ・レコード）
チャート順位 - 全英2位、全米5位
英米で内容が異なる。アメリカ盤はイギリス版が収録しなかったシングル曲を収録しており、曲順も異なる。
- アクシス:ボールド・アズ・ラヴ - Axis: Bold as Love

発売日 - 1967年12月1日（イギリス盤 / トラック・レコード）/ 1968年1月15日（アメリカ盤 / リプリーズ・レコード）
チャート順位 - 全英5位、全米3位
- エレクトリック・レディランド - Electric Ladyland

発売日 - 1968年10月16日（アメリカ盤 / リプリーズ・レコード）/ 1968年10月25日（イギリス盤 / トラック・レコード）
チャート順位 - 全米1位、全英6位

#### ライブ・アルバム
- バンド・オブ・ジプシーズ - Band of Gypsys

発売日 - 1970年3月25日（アメリカ盤 / キャピトル・レコード）/ 1970年6月15日（イギリス盤 / トラック・レコード）
チャート順位 - 全米5位、全英6位
録音 - 1970年1月1日 ニューヨーク

#### コンピレーション・アルバム
- スマッシュ・ヒッツ - Smash Hits

発売日 - 1968年4月（イギリス盤 / トラック・レコード）/ 1969年7月（アメリカ盤 / リプリーズ・レコード）
チャート順位 - 全英6位、全米4位
英米で内容が異なる。『アー・ユー・エクスペリエンスト?』の内容が英米で異なることに起因する。イギリス盤は1968年までのアルバム未収録シングル曲を全曲収録している。
- Electric Jimi Hendrix

発売日 - 1968年（イギリス盤 / トラック・レコード[TRACK 2856 002]）
ジミがジャケット・デザインに難色を示し、すぐに回収された幻のコンピレーション。
アルバム『エレクトリック・レディランド』の第4面、第2面をそのまま収録しただけのものであった。

### エクスペリエンス・ヘンドリックスにより発表されたアルバム

#### スタジオ・アルバム
- ファースト・レイズ・オブ・ザ・ニュー・ライジング・サン - First Rays of the New Rising Sun

発売日 - 1997年4月22日（MCAレコード）
チャート順位 - 全米49位
- サウス・サターン・デルタ - South Saturn Delta

発売日 - 1997年10月7日（MCAレコード）
チャート順位 - 全米51位
- ヴァリーズ・オブ・ネプチューン - Valleys of Neptune

発売日 - 2010年3月9日（レガシー・レコーディングス）
チャート順位 - 全米4位
- ピープル、ヘル・アンド・エンジェルス - People, Hell and Angels

発売日 - 2013年3月4日（レガシー・レコーディングス）
チャート順位 - 全米2位
- ボース・サイズ・オブ・ザ・スカイ - Both Sides of the Sky

発売日 - 2018年3月9日（レガシー・レコーディングス）
チャート順位 - 全米8位

#### ライブ・アルバム
- BBCライヴ - BBC Sessions

発売日 - 1998年6月2日（MCAレコード）
チャート順位 - 全米50位
録音 - 1967年1月30日-12月15日、1969年1月4日 BBCスタジオ
- ライヴ・アット・ザ・フィルモア・イースト -Live At The Fillmore East

発売日 - 1999年2月23日（MCAレコード）
チャート順位 - 全米65位
録音 - 1969年12月31日-1970年1月1日 ニューヨーク
- ライヴ・アット・ウッドストック - Live at Woodstock

発売日 - 1999年7月6日（MCAレコード）
チャート順位 - 全米90位
録音 - 1969年8月18日 ウッドストック・フェスティバル
- ブルー・ワイルド・エンジェル〜ワイト島のジミ・ヘンドリックス - Blue Wild Angel: Live At The Isle Of Wight

発売日 - 2002年11月12日（MCAレコード）
チャート順位 - 全米200位
録音 - 1970年8月30日 ワイト島音楽祭
- ライヴ・アット・バークレー - Live At Berkeley

発売日 - 2003年9月16日（MCAレコード）
チャート順位 - 全米191位
録音 - 1970年5月30日 バークレー
- ライヴ・アット・モンタレー - Live At Monterey

発売日 - 2007年10月16日（ユニバーサルミュージック）
チャート順位 - 全米171位
録音 - 1967年6月18日 モントレー・ポップ・フェスティバル
- ウィンターランド - Winterland

発売日 - 2011年9月13日（レガシー・レコーディングス）
チャート順位 - 全米171位
録音 - 1968年11月10-12日 サンフランシスコ
- マイアミ・ポップ・フェスティヴァル - Miami Pop Festival

発売日 - 2013年11月5日（レガシー・レコーディングス）
チャート順位 - 全米39位
録音 - 1968年5月28日 マイアミ
- フリーダム～アトランタ・ポップ・フェスティヴァル - Freedom: Atlanta Pop Festival

発売日 - 2015年8月28日（レガシー・レコーディングス）
チャート順位 - 全米63位
録音 - 1970年7月4日 アトランタ
- マシン・ガン：ザ・フィルモア・イースト・ファースト・ショー - Machine Gun: The Fillmore East First Show

発売日 - 2016年9月30日（レガシー・レコーディングス）
チャート順位 - 全米66位
録音 - 1969年12月31日 ニューヨーク市

#### コンピレーション・アルバム
- エクスペリエンス・ヘンドリックス〜ベスト - Experience Hendrix: The Best Of Jimi Hendrix

発売日 - 1997年9月（MCAレコード）
チャート順位 - 全米133位、全英18位
- ザ・ジミ・ヘンドリックス・エクスペリエンス〜アンリリースト&レア・マスターズ - The Jimi Hendrix Experience

発売日 - 2000年9月（MCAレコード）
チャート順位 - 全米78位
- ヴードゥー・チャイルド〜ザ・ジミ・ヘンドリックス・コレクション - Voodoo Child: The Jimi Hendrix Collection

発売日 - 2001年5月8日（MCAレコード）
チャート順位 - 全米112位、全英10位
- Martin Scorsese Presents The Blues: Jimi Hendrix

発売日 - 2003年9月9日（MCAレコード）
米英ともにチャート・インせず。日本未発売。マーティン・スコセッシが総監督を務めるブルース映画プロジェクト。
- ウェスト・コースト・シアトル・ボーイ～ジミ・ヘンドリックス・アンソロジー - West Coast Seattle Boy: The Jimi Hendrix Anthology

発売日 - 2010年12月8日（Sony）

### ダガー・レコードから発表されたオフィシャル・ブートレグ
いずれも日本未発売。
- Live At The Oakland Coliseum（1998年）

1969年4月27日録音
- Live At Clark University（1999年）

1968年3月15日録音
- Morning Symphony Ideas（2000年）

1969年から1970年にかけての未発表音源
- Live In Ottawa（2001年）

1968年3月19日録音
- The Baggy's Rehearsal Sessions（2002年）

1969年12月18日-19日に録音されたバンド・オブ・ジプシーズのリハーサル音源
- Paris 1967 / San Francisco 1968（2003年）

1967年10月9日録音および1968年2月4日録音
- Hear My Music（2004年）

1969年2月-4月の未発表音源
- Live At The Isle Of Fehmarn（2005年）

1970年9月6日録音
- Burning Desire（2006年）

1969年11月-1970年1月の未発表音源
- Live In Paris & Ottawa 1968（2008年）

1968年1月29日録音および1968年3月19日録音

### その他のアルバム
コンピレーション・アルバム『ブルーズ』（1994年）以外は2017年現在、廃盤となっている。

#### スタジオ・アルバム[4]
- クライ・オブ・ラヴ - The Cry of Love（1971年）

チャート順位 - 全米3位、全英2位
1997年、全曲とも『ファースト・レイズ・オブ・ザ・ニュー・ライジング・サン』に収録された
- レインボウ・ブリッジ - Rainbow Bridge（1971年）

チャート順位 - 全米15位、全英16位
2008年現在、全曲ともエクスペリエンス・ヘンドリックスによるスタジオ・アルバムやコンピレーション・アルバムに分割して収録。
- 戦場の勇士たち - War Heroes（1972年）

チャート順位 - 全米48位、全英23位
本作を最後にエディ・クレイマーはジミの発掘音源リリースから一度手を引く（1990年代以降はエクスペリエンス・ヘンドリックスに協力）。
- ルース・エンズ - Loose Ends（1974年）

米英ともにチャート・インせず
- クラッシュ・ランディング - Crash Landing（1975年）

全米5位、全英35位
アラン・ダグラスの意向で、生前のジミと全く交流のなかったセッション・プレイヤーの演奏がオーバーダビングされ、ファンから非難された。
- ミッドナイト・ライトニング - Midnight Lightning（1975年）

全米43位、全英46位
前作同様、無関係のプレイヤーの演奏をオーバーダビング。
- ナイン・トゥ・ジ・ユニヴァース - Nine To The Universe（1980年）

全米127位
正式には未CD化。

#### ライブ・アルバム[5]
- Experience（1971年）

全英9位
1969年2月録音。
- ワイト島のジミ・ヘンドリックス - Isle Of Wight（1971年）

全英17位（イギリス限定発売）
1970年8月録音。エンジニアのエディ・クレイマーは、本作の制作参加を断った。
- ヘンドリックス・イン・ザ・ウエスト - Hendrix In The West（1972年）

全米12位、全英7位
- More Experience（1972年）

米英ともにチャート・インせず
- 炎のライヴ!! '68～'70 - The Jimi Hendrix Concerts（1982年）

全英16位
- モンタレー・ポップ・フェスティヴァル・ライヴ - Jimi Plays Monterey（1986年）

全米192位
1967年6月録音。1986年9月、映画『ジミ・プレイズ・モンタレー』のプレミアと同時期にポリドールから発売された公式版。
- ジョニー・B・グッド - Johnny B. Goode（1986年）

米英ともにチャート・インせず
1970年7月録音。
- Band Of Gypsys 2（1986年）

米英ともにチャート・インせず
- ライヴ・アット・ウィンターランド - Live At Winterland（1987年）

米英ともにチャート・インせず
1968年10月録音。
- Live Isle of Wight '70（1991年）

米英ともにチャート・インせず
1970年8月録音。
プロデューサーはアラン・ダグラス。
- Stages（1991年）

米英ともにチャート・インせず
1967年から1970年まで各年の未発表ライヴ音源を収録した4枚組。
米国ワーナー／リプライズでの最終リリース。プロデューサーはアラン・ダグラス。
- ウッドストック - :Woodstock（1994年）

全米37位
1969年8月録音。 ウッドストック・フェスティバル
ウッドストック'94の開催に合わせて編集・発売された。プロデューサーはアラン・ダグラス。

#### コンピレーション・アルバム[6]
- The Essential Jimi Hendrix（1978年）

米英ともにチャート・インせず
- The Essential Jimi Hendrix Vol.2（1981年）

米英ともにチャート・インせず
未発表の「Gloria」収録7"シングルを付属。
- ベスト - The Singles Album（1983年）

全英77位
英国発売のシングル両面を収録。
- キス・ザ・スカイ - Kiss The Sky（1984年）

全米148位。
未発表のモンタレー・ポップ・フェスでの「Killing Floor」、未編集のステレオ・バージョン「Red House」、初アルバム化のシングル･バージョン「Stepping Stone」を収録。
- Radio One（1988年）

全米119位。
BBCラジオでの録音を収録した編集盤。日本盤CDは米版CDシングル収録の別バージョン2曲を追加。
- Lifelines: The Jimi Hendrix Story（1990年）

チャート・インせず
米のみで発売されたCD4枚組。1988年9月に米West Wood Oneで放送されたラジオ番組に、未発表の1969年ロス・アンゼルス、ザ・フォーラムでのライヴ盤を加えたもの。番組で使われた一部楽曲はフル･バージョンに差し替えられている。元のラジオ番組は1989年に英Castle Communicationsから先にアルバム化されていた。
- ジ・アルティメット・エクスペリエンス - The Ultimate Experience（1992年）

全米72位
初回盤は音質が悪かったため、1993年にリマスタリングされた上で再発された。
- ブルーズ - :Blues（1994年）

全米45位
ブルーズをテーマに6曲の未発表録音と、未発表バージョン等を収録。アラン・ダグラスが編集したアルバムとしては唯一、エクスペリエンス・ヘンドリックスにおいて廃盤を免れたが改訂版（1998年）となった。
- ヴードゥー・スープ - Voodoo Soup（1995年）

全米66位
死後に発表された楽曲のリミックス･バージョンと、未発表の「The New Rising Sun」を収録。

## シングル
- ヘイ・ジョー - Hey Joe（1966年）

全英6位
- パープル・ヘイズ - Purple Haze（1967年）

全英3位、全米65位
- ジ・ウィンド・クライズ・メアリー - The Wind Cries Mary（1967年）

全英6位
- ミッドナイト・ランプ - Burning Of The Midnight Lamp（1967年）

全英18位
- フォクシー・レディ - Foxy Lady（1967年）

全米67位
- 空より高く - Up from the Skies（1968年）

全米82位
- オール・アロング・ザ・ウォッチタワー（見張塔からずっと） - All Along the Watchtower（1968年）

全英5位、全米20位
- クロスタウン・トラフィック - Crosstown Traffic（1968年）

全英37位、全米52位
- ストーン・フリー - Stone Free（1969年）

英米ともにチャート・インせず
- レット・ミー・ライト・ユア・ファイア - Let Me Light Your Fire（1969年）

英米ともにチャート・インせず
- ステッピング・ストーン - Stepping Stone（1970年）

英米ともにチャート・インせず
- ヴードゥー・チャイルド (スライト・リターン) - Voodoo Chile（1970年）

全英1位
- フリーダム - Freedom（1971年）

全米59位
- ジプシー・アイズ - Gypsy Eyes（1971年）

全英35位
- ドリー・ダガー - Dolly Dagger（1971年）

全米74位
- ジョニー・B・グッド - Johnny B. Goode（1972年）

全英35位
- クロスタウン・トラフィック - Crosstown Traffic（1990年）

全英61位
表題曲がジーンズのコマーシャルソングに起用されたのに伴う二度目のシングル・カット
- Merry Christmas And Happy New Year（1999年）

クリスマス・ソングのカヴァー収録のシングル。
元々は1979年の米版プロモのみのリリース。